# Galaxia infrarroja ultraluminosa

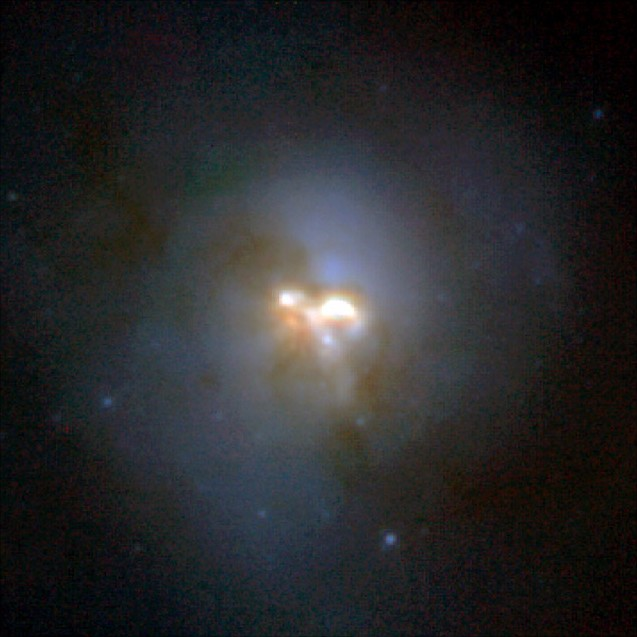
Foto de la colisión entre dos galaxias espirales en el corazón de la peculiar galaxia Arp 220. Captada por el telescopio espacial Hubble.

Una galaxia infrarroja ultraluminosa (ULIRG, del inglés UltraLuminous InfraRed Galaxy) es un tipo particular de galaxia que se caracteriza por tener una luminosidad muy elevada en la región infrarroja del espectro electromagnético, superior a 1012 luminosidades solares, es decir, más de 100 veces la luminosidad infrarroja de una galaxia normal como la Vía Láctea.
Casi todas las ULIRGs muestran signos de una interacción reciente con otra galaxia, o son el resultado de la fusión de dos galaxias. Su elevada luminosidad es debida a la presencia de un núcleo galáctico activo, un estallido de formación estelar o ambas cosas. En estas galaxias,
la mayor parte de la radiación óptica y ultravioleta emitida por el núcleo galáctico activo o las estrellas jóvenes está oscurecida por grandes cantidades de polvo, que se calienta y emite en el infrarrojo.
Ejemplos de esta clase de galaxias son Arp 220 y NGC 6240.
- Datos: Q1565388